# Lollipop Pt. 2
Lollipop Pt. 2 è un brano musicale della boy band sudcoreana Big Bang, pubblicata come singolo il 19 febbraio 2010. Il brano è stato utilizzato per promuovere il lancio sul mercato di un nuovo telefono cellulare della LG Electronics.

## Tracce
Download digitale
1. Lollipop Pt.2 - 3:23

## Classifiche
| Classifica (2010) | Posizione massima |
| ----------------- | ----------------- |
| Corea del Sud     | 3                 |